# Alaimus macer
Alaimus macer is een rondwormensoort uit de familie van de Alaimidae.